# Charaxes protokirki
Charaxes protokirki är en fjärilsart som beskrevs av Van Someren 1969. Charaxes protokirki ingår i släktet Charaxes och familjen praktfjärilar. Inga underarter finns listade i Catalogue of Life.